# Andrej Vištica
Andrej Vištica (Ljubuški, Yugoslavia, 31 de mayo de 1983) es un deportista croata que compitió en triatlón. Ganó una medalla de oro en el Campeonato Europeo de Triatlón de Larga Distancia de 2013.

## Palmarés internacional
| Campeonato Europeo | Campeonato Europeo | Campeonato Europeo | Campeonato Europeo |
| Año                | Lugar              | Medalla            | Prueba             |
| ------------------ | ------------------ | ------------------ | ------------------ |
| 2013               | Vichy (Francia)    | Medalla de oro     | Individual         |